# Dualidad Kramers–Wannier
La dualidad Kramers–Wannier es una simetría  en física estadística. Relaciona la energía libre de un modelo de Ising bidimensional con forma de rejilla cuadrada a baja temperaturas con la de otro modelo de Ising de similar geometría a altas temperaturas. Fue descubierta por Hendrik Kramers y Gregory Wannier en 1941.  Con la ayuda de esta dualidad Kramers y Wannier encontraron la ubicación exacta del punto crítico para dicho modelo.
Existen dualidades similares que establecen relaciones entre energías libres de otros modelos estadísticos.  Por ejemplo, el caso del modelo de Ising de 3 dimensiones es dual con un modelo de gauge de Ising.

## Idea intuitiva
El modelo bidimensional de Ising puede compararse con un enrejado que conecta un patrón similar a un tablero de ajedrez.   Con un enrejado finito, los bordes pueden ser conectados formando un toroide. Eso implica que se puede construir una transformación involutiva. Por ejemplo, Lars Onsager sugirió que la transformación estrella-triángulo puede ser utilizada para el enrejado triangular. Para un toroide discreto, el dual es el propio toroide.  Además, el dual de un sistema altamente desordenado (temperatura alta) es un sistema altamente ordenado (temperatura baja).  Esto se puede ver en que la transformación de Fourier de una señal con alto ancho de banda  (más desviación estándar) es una función con bajo ancho de banda (menos desviación estándar). 
Cuándo se eleva la temperatura en uno de los dos modelos, baja la temperatura en el otro.  Si solo hay una transición de fase, esta será en el punto en qué ambos modelos se igualan porque la temperatura es igual. Dado que el modelo bidimensional de Ising va de un estado desordenado a un estado ordenado,  hay una relación inyectiva entre ambos estados o fases.
La teoría ha sido generalizada e hibridada con muchas otras ideas.  Por ejemplo, el enrejado cuadrado se suele reemplazar por un círculo, un enrejado aleatorio, un toroide no homogéneo, un enrejado triangular, un laberinto, enrejados con fronteras, torsionados, modelos quirales, y muchos otros.

## Derivación
La expresión a baja temperatura para (K*,L) es
{\displaystyle Z_{N}(K^{*},L^{*})=2e^{N(K^{*}+L^{*})}\sum _{P\subset \Lambda _{D}}(e^{-2L^{*}})^{r}(e^{-2K^{*}})^{s}}
donde se puede aplicar la transformación:
{\displaystyle \tanh K=e^{-2L*},\ \tanh L=e^{-2K*}}
Dando:
{\displaystyle Z_{N}(K^{*},L^{*})=2(\tanh K\;\tanh L)^{-N/2}\sum _{P}v^{r}w^{s}}
{\displaystyle =2(\sinh 2K\;\sinh 2L)^{-N/2}Z_{N}(K,L)}
Esto da una relación con la expresión a alta temperatura .  Las relaciones pueden ser escritas más simétricamente:
{\displaystyle \,\sinh 2K^{*}\sinh 2L=1}
{\displaystyle \,\sinh 2L^{*}\sinh 2K=1}
Planteando la energía libre específica en el límite termodinámico
{\displaystyle f(K,L)=\lim _{N\rightarrow \infty }f_{N}(K,L)=-kT\lim _{N\rightarrow \infty }{\frac {1}{N}}\log Z_{N}(K,L)}
El dualidad de Kramers–Wannier da:
{\displaystyle f(K^{*},L^{*})=f(K,L)+{\frac {1}{2}}kT\log(\sinh 2K\sinh 2L)}
En el caso isótropo donde K = L, si hay un punto crítico en K = Kc entonces hay otro punto crítico en K = K*c. Es decir, en el caso de que haya un punto crítico único,  este debe estar ubicado en K = K* = K*c, implicando  sinh 2Kc = 1, (kTc = 2.2692J).